# Жудов, Иван Егорович
Иван Егорович Жудов (10 мая 1921 — 26 февраля 1945) — участник Великой Отечественной войны, командир стрелкового взвода 1270-го стрелкового полка, 385-й стрелковой дивизии, 50-й армии, 2-го Белорусского фронта, Герой Советского Союза (1945), младший лейтенант.

## Биография
Жудов Иван Егорович родился 10 мая 1921 года в деревне Причиж (ныне — в юго-восточной части Комаричского района Брянской области) в семье крестьянина. Русский.
Жил в городе Севастополе, затем в Ташкенте. Окончил Ташкентский учётно-экономический техникум, работал главным бухгалтером отделения Госбанка Узбекской ССР.
19 апреля 1940 года был призван в Красную Армию Кировским райвоенкоматом города Ташкента.
С 10 июля 1941 года участвует Великой Отечественной войне.
В августе — сентябре 1941 года, будучи связистом в составе 146-го отдельного батальона связи, 103-й стрелковой дивизии 24-й армии Резервного фронта, принимал участие в Ельнинской наступательной операции. В боях под огнём противника устранял разрывы телефонных линий. Обеспечивая бесперебойную связь между подразделениями дивизии, был ранен и контужен, за что впоследствии, через три года, был награждён орденом Красной звезды.
В первой половине октября войска 24-й армии в результате флангового удара превосходящих сил противника были окружены в районе западнее Вязьмы.
Жудову в числе немногих бойцов и командиров удалось выйти из окружения. После проверки СМЕРШ его направляют для прохождения дальнейшей службы в только что сформированную 385-й стрелковую дивизию, в составе которой он участвует в Битве за Москву и кровопролитных боях на Смоленщине.
В 1943 году Жудов направляется на курсы младших лейтенантов 10-й армии, которые закончил в 1944 году. В этом же году был принят в члены ВКП(б).
21 июня 1944 года командир стрелкового взвода 1270-го стрелкового полка 385-й стрелковой дивизии 50-й армии 2-го Белорусского фронта младший лейтенант Жудов у деревни Голочево Чаусского района Могилёвской области Белоруссии в разведке боем, командуя группой захвата, ворвался в траншею противника и застрелил в упор немецкого офицера, вместе с группой уничтожил сопротивляющихся вражеских солдат, а одного захватили в плен.
Приказом по войскам 50-й армии № 0432 от 23.07.1944 был награждён орденом Красного Знамени.
27 июня 1944 года командир стрелкового взвода 1270-го стрелкового полка младший лейтенант Жудов вместе с бойцами своего взвода под сильным вражеским артиллерийским и миномётным огнём переправился через реку Днепр, не понеся потерь со своей стороны, и закрепился на плацдарме у деревни Дашковка Могилёвский район Могилёвской области. Отбил три яростные контратаки противника. Рубеж был удержан до подхода основных сил нашей пехоты, форсировавших Днепр.
4 июля 1944 года Жудов был представлен к званию Героя Советского Союза.
В дальнейшем в составе 1270-го стрелкового полка 385-й стрелковой дивизии участвовал в освобождении Белоруссии и Польши, был повышен в должности до командира стрелковой роты.
26 февраля 1945 старший лейтенант Жудов погиб в бою в районе Данцигского коридора. Похоронен в деревне Жабно (пол. Żabno), Быдгощское, ныне Куявско-Поморское воеводство, Польша.
24 марта 1945 года указом Президиума Верховного Совета СССР за образцовое выполнение боевых заданий командования на фронте борьбы с немецко-фашистскими захватчиками и проявленные при этом мужество и героизм младшему лейтенанту Жудову Ивану Егоровичу присвоено звание Героя Советского Союза с вручением ордена Ленина и медали «Золотая Звезда».

## Награды
- Медаль «Золотая Звезда» Героя Советского Союза (24.03.1945).
- Орден Ленина (24.03.1945).
- Орден Красного Знамени (23.07.1944).
- Орден Красной звезды (18.07.1944).
- Медаль «За оборону Москвы».

## Память
- Имя Героя высечено золотыми буквами в зале Славы Центрального музея Великой Отечественной войны в Парке Победы города Москва.
- В честь Ивана Жудова названа улица в селе Новосельское Республики Крым[2].